# Udu
Nota: Este artigo é sobre um instrumento musical. Para o artigo sobre a ave com o mesmo nome, consulte Juruva.

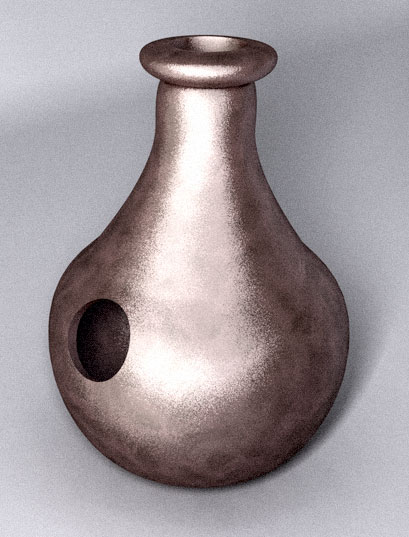
Um udu típico

O udu é um instrumento de percussão de origem africana criado pelos povos ibos e hauçás da Nigéria. Na sua língua natural, udu significa "paz" ou "vasilha".
Para todos os efeitos, trata-se de uma peça de cerâmica tradicionalmente utilizada para o transporte de água com a adição de um buraco na barriga, fabricado com argila ou esculpido em pedra. Era tocado por mulheres nas cerimónias especiais.
O instrumento é tocado com as mãos e produz um som grave com um registo de certa forma peculiar ao ser golpeado rapidamente no bucal superior, embora também se possa tocar em todo o corpo do instrumento com os dedos.
Actualmente é muito utilizado por percussionistas de diferentes estilos musicais.

## Classificação
O udu é ao mesmo tempo um aerofone e um idiofone.